# Lassù qualcuno mi attende
Lassù qualcuno mi attende (Heavens Above!) è un film comico britannico del 1963 diretto da John e Roy Boulting.
In Italia il film venne distribuito alla fine del 1965 e soltanto in alcune città.

## Trama
Un cappellano carcerario ingenuo ma premuroso, John Smallwood, viene accidentalmente assegnato come parroco nella piccola e prospera cittadina di campagna inglese di Orbiston Parva, al posto di un ecclesiastico di grado superiore con lo stesso nome, favorito dalla famiglia Despard, che praticamente gestisce la città essendo proprietaria lì di una grossa fabbrica che produce un potente stimolante e sedativo chiamato "Tranquilax".
La fede di Smallwood nella carità e nel perdono lo mette in contrasto con la gente del posto, le cui affermazioni di essere buoni cristiani sono smentite agli occhi di Smallwood dai loro comportamenti. Egli crea disordini sociali nominando uno spazzino nero come suo custode della chiesa, accogliendo una famiglia di zingari e persuadendo la proprietaria terriera locale Lady Despard a fornire cibo alla chiesa da distribuire gratuitamente alla gente della città. Il suo piano va fuori controllo e molto presto i commercianti locali si ribellano perché hanno perso tutti i loro clienti. Cerca di spiegare il suo operato ai residenti, ma viene assediato nella sala della chiesa e salvato appena in tempo dalla polizia. Per salvare la situazione, il vescovo nomina l'"originale" Smallwood alla parrocchia e assegna il "problema" Smallwood all'isola scozzese di "Ultima Thule". Alla fine il reverendo John Smallwood finirà addirittura nello spazio.

## Cast
Il cast include vari attori non accreditati: John Junkin, Rodney Bewes e il futuro cantante degli Small Faces Steve Marriott.